# Хун (фамилия)

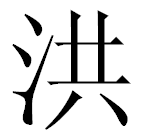

Хун (кит. 洪) — китайская фамилия (клан). Современное значение иероглифа — «наводнение».

## Известные Хун
- Хун Бао — евнух во времена царствования китайских императоров Юнлэ, Хунси и Сюаньдэ, неоднократно посылавшийся за рубеж с дипломатическими поручениями.
- Хун Дэюань (род. 1937) — китайский ботаник.
- Хун Жэньгань, транслит. Hong Rengan, кит. 洪仁玕 (1822 — 23 ноября 1864) — один из лидеров восстания тайпинов, двоюродный брат основателя и духовного лидера движения Хун Сюцюаня. Занимал должность «князь Гань» (干王), примерно соответствовала премьер-министру. Один из наиболее популярных китайских деятелей в глазах западных историков в связи с попытками провести реформы в западном стиле.
- Хун Кэсинь (род. 2003) — китайская спортсменка, борец вольного стиля.
- Хун Май (кит. трад. 洪邁, упр. 洪迈, пиньинь Hóng Mài; 1123—1202) — китайский чиновник и писатель времён династии Сун.
- Хун Сюцюань; (кит. 洪秀全, Hóng Xiùquán) (предположительно январь 1813, у. Хуасянь, пров. Гуандун — 30 июня 1864, Нанкин) — лидер Тайпинского восстания.
- Хун Цзиньбао (кит. 洪金寶, пиньинь Hóng Jīnbǎo, кант. Хун Кампоу, более известный как Са́ммо Хунг Кам-Бо или просто Са́ммо Хун; род. 7 января 1952, Гонконг) — знаменитый гонконгский кинорежиссёр, актёр, постановщик боевых сцен.
- Хун Шэн (洪升, 1645? — 1704) — средневековый китайский драматург и поэт.